# 天壇陣列
天壇陣列（英語：Askaryan Radio Array，縮寫：ARA）是一種設計作為偵測每年只能偵測到極少數的GZK極限微中子的微中子偵測陣列。該陣列量測的是微中子和南極冰棚的冰交互作用時發射出的增益無線電波。該偵測器是基於前蘇聯亞美尼亞物理學家古尔根·阿斯卡良提出的阿斯卡莱恩效应進行偵測。
該偵測技術也用於南極瞬態脈衝天線（Antarctic Impulse Transient Antenna, ANITA）和無線電波冰層契倫可夫實驗（Radio Ice Cerenkov Experiment, RICE）的偵測器。ARA 的儀器將建立在冰立方微中子天文台周圍，覆蓋範圍達到100平方公里。

## 中文名稱由來
該陣列的英文縮寫ARA與南天星座天壇座的縮寫相同，因此中文命名為「天壇陣列」。

## 參與單位
- 特拉华大学
- 夏威夷大學
- 堪薩斯大學
- 馬里蘭大學學院市分校
- 威斯康辛大學麥迪遜分校
- 法語布魯塞爾自由大學
- 俄亥俄州立大學
- 國立臺灣大學

## 延伸閱讀
- Bahcall, John N. . Cambridge University Press. 1989. ISBN 0-521-35113-8.
- Griffiths, David J. . John Wiley & Sons. 1987. ISBN 0-471-60386-4.
- Perkins, Donald H. . Cambridge University Press. 1999. ISBN 0-521-62196-8.

## 外部連結
- 威斯康辛大學麥迪遜分校的ARA網頁 （页面存档备份，存于）